# Arnaldo Tirone
Arnaldo Luiz de Albuquerque Tirone (São Paulo, 27 de abril de 1950) é um empresário brasileiro e ex-Presidente da Sociedade Esportiva Palmeiras.

## Presidência do Palmeiras

### Eleição
Arnaldo Tirone fez parte da chapa de oposição à gestão do presidente anterior, Luiz Gonzaga Belluzzo, e contou com o apoio de Mustafá Contursi, Carlos Bernardo Facchina Nunes e Affonso Della Monica, todos ex-presidentes do Palmeiras. Tais apoios tornaram-no favorito na eleição.
Em 19 de janeiro de 2011, Tirone confirmou seu favoritismo e foi eleito presidente palmeirense com 158 votos, depois de vencer a disputa contra os candidatos Paulo Nobre e Salvador Hugo Palaia, que representavam a chapa da situação. Seus adversários receberam 96 e 21 votos, respectivamente. Após a eleição, elegeu os quatro vices que faziam parte de sua chapa: Roberto Frizzo, Edvaldo Frasson, Mario Gianinni e Walter Munhoz. A sua presidência terminou em dezembro de 2012.

### Polêmicas
Dono de pouco prestígio junto à torcida do clube, principalmente após a queda alviverde à Série B, Tirone, triste com o fato de o clube ser rebaixado, apareceu por 15 minutos em uma praia do Rio de Janeiro. O presidente presenciou, inclusive, a criação, por parte de alguns palmeirenses, de um site para protestar contra sua gestão, onde havia uma contagem regressiva para o término do seu mandato como presidente. O rebaixamento para a segunda divisão, por sua vez, também teria sido o principal fator à sua desistência de concorrer à reeleição.
A onze dias de deixar o principal cargo existente no Palmeiras, Tirone ainda se envolveria em mais uma polêmica: em evento da FPF, apesar de inicialmente ter recusado um automóvel cedido aos participantes pela organizadora, o presidente alviverde, ao aceitá-lo posteriormente, o automóvel dirigido por seu diretor tesoureiro Sergio Granieri raspou levemente com veículo mal estacionado.

## Vida pessoal
É filho de Arnaldo Tirone, um dos mais renomados diretores do clube paulistano nas décadas de 50, 60 e 70. Empresário do ramo imobiliário, possui um restaurante em São Paulo.